# Chevalierella
Chevalierella és un gènere de plantes de la subfamília centotecòidia, família de les poàcies, ordre de les poals, subclasse de les commelínides, classe de les liliòpsides, divisió dels magnoliofitins.

## Taxonomia
- Chevalierella congoensis A. Camus
- Chevalierella dewildemannii (Vanderyst) Van der Veken ex Compère